# Monsieur Aznavour
Pour les articles homonymes, voir Aznavour.
Pour plus de détails, voir Fiche technique et Distribution.
Monsieur Aznavour est un drame biographique français écrit et réalisé par Mehdi Idir et Grand Corps Malade, sorti en 2024.
Il s'agit d'un portrait de Charles Aznavour, retraçant son ascension à partir des années 1950.

## Synopsis
Un film qui retrace la vie de Charles Aznavour, des années 1950 jusqu’à son ascension vers la gloire en passant par les vies de Pierre Roche et Édith Piaf.

## Fiche technique
Sauf indication contraire, les informations mentionnées dans cette section peuvent être confirmées par les bases de données cinématographiques IMDb, Allociné et Unifrance,  présentes dans la section « Liens externes ».
- Titre original et francophone : Monsieur Aznavour
- Réalisation et scénario : Grand Corps Malade et Mehdi Idir
- Musique : Varda Kakon
- Décors : Stéphane Rozenbaum
- Costumes : Isabelle Mathieu
- Photographie : Brecht Goyvaerts
- Son : Thomas Lascar et Élisabeth Paquotte
- Montage : Laure Gardette
- Production : Éric et Nicolas Altmayer et Jean-Rachid Kallouche
  - Co-production : Arnaud Chautard[2] et Ardavan Safaee
- Sociétés de production : Kallouche Cinéma et Mandarin et Compagnie, en co-production avec Beside Productions, Pathé Films et TF1 Films Production
- Sociétés de distribution : Pathé Films (France, Suisse romande) ; Alternative Films (Belgique), Pathé Films AG (Suisse romande), Sphère Films (Québec)
- Budget : 26 millions d'euros[3],[4]
- Pays de production :  France
- Langue originale : français, arménien (quelques dialogues)
- Format : couleur
- Genre : biographie, drame
- Durée : 133 minutes
- Dates de sortie[5] :
  - Belgique[6], France, Suisse romande[7] : 23 octobre 2024
  - Québec : 29 novembre 2024[8]

## Distribution
- Tahar Rahim : Charles Aznavour
- Bastien Bouillon : Pierre Roche
- Marie-Julie Baup : Édith Piaf
- Camille Moutawakil : Aïda Aznavour
- Hovnatan Avédikian : Misha Aznavourian
- Ella Pellegrini : Micheline Rugel
- Petra Silander : Ulla Thorsell
- Luc Antoni : Raoul Breton
- Gulia Avetisyan : Mélinée Manouchian
- Lionel Cecilio : Gilbert Bécaud
- Victor Meutelet : Johnny Hallyday
- Charlotte Agrès : Joséphine
- Sharon Mann : l'interprète
- Rupert Wynne-James : Frank Sinatra
- Tiffany Hofstetter : Kimberly
- Elisabeth Duda : Jeanne
- Anaïs Spinelli-Herry : Michèle Mercier
- Tigran Mekhitarian : Missak Manouchian
- Cécile Auxire-Marmouget : Régine
- Roxane Barazzuol : Seda Aznavour, jeune
- Christophe Favre : Androuchka, le chauffeur de Charles
- Annie Mercier : la tenancière de cabaret
- Romy Pointet : Katia Aznavour, la fille de Charles

- Aurélien Lorgnier : Le maître d'hôtel à New-York

## Production

### Genèse et développement
Début octobre 2020, Mischa Aznavour, fils du chanteur, annonce qu'avec son frère, Nicolas Aznavour, supervisent, depuis « un bout de temps », un projet de film biographique sur leur père, avec Grand Corps Malade et Mehdi Idir en tant que scénariste et réalisateur, choisis par Charles Aznavour avant sa mort,.
Mi-février 2023, le slameur publie, sur ses réseaux sociaux, une image de la façade de l'Olympia révélant titre et date : le film a donc pour titre Monsieur Aznavour et date 2024. Ce film, dont le budget est de 26 millions d'euros, est produit par Jean-Rachid Kallouche pour Kallouche Cinéma et Éric et Nicolas Altmayer pour Mandarin et Compagnie, et coproduit par Arnaud Chautard. Jean-Rachid Kallouche, conjoint de Katia Aznavour, fille de Charles Aznavour, se souvient que Charles Aznavour, avant son décès, en 2018, « a été impressionné par Patients et lorsque je lui avais dit que j’aimerais faire un film sur sa vie un jour, il m’avait tout de suite dit « oui » », raconte-il dans une interview pour Variety. En avril, le projet est « validé » par Mischa Aznavour, fils de Charles Aznavour, qui déclare notamment : « J'ai pu lire les premières versions du script. […] Ce film est une bonne idée, je n'ai vraiment rien à redire. […] Grand Corps Malade a fait ses preuves autant dans la chanson qu'au cinéma. C'est un bon choix. ». En mai, Nicolas Brigaud-Robert de la société Playtime se charge des ventes du film à l'étranger et Pathé Films a acquis les droits du film,,. En octobre, ce projet se voit octroyer la somme de 75 000 euros par le CNC pour le recours aux effets visuels numériques,.

### Attribution des rôles
Le 15 février 2023, révélé par Variety, Tahar Rahim est choisi pour le rôle-titre. « L'acteur idéal pour jouer le rôle de Charles Aznavour », déclare Jean-Rachid Kallouche, parce qu'ils ont « la même sensibilité, la même motivation et la même passion pour leur travail, ainsi qu'un regard malveillant ». Cet acteur a rencontré Mischa Aznavour pour un peu parler du feu chanteur, et ce dernier avoue que « le choix est classe ! Tahar Rahim est un très grand comédien. ». Pour le film, il interprète, lui-même, quelques chansons de Charles Aznavour après avoir « pris des cours de chant, de piano, de gestuelle. Il a bossé des mois et des mois », assure Grand Corps Malade. Il a dû supporter des heures de prothèses, de maquillage et huit heures de chant par semaine, pendant six mois.
Mi-mars 2023, lors d'une interview, Bastien Bouillon déclare « bientôt jouer dans le biopic »,, ainsi que Marie-Julie Baup qui incarne Édith Piaf et Lionel Cecilio, Gilbert Bécaud. Mi-novembre, Victor Meutelet est annoncé dans le rôle de Johnny Hallyday.

### Tournage
Le tournage commence le 30 mai 2023,,, en Normandie,. Il a également lieu, en partie, à Paris, notamment dans le 6e arrondissement et la rue Monsieur-le-Prince, où a vécu le chanteur, ainsi que la rue du Rocher dans le 8e arrondissement, fermée pour quelques jours et entièrement vidée au profit de l'utilisation des vieilles voitures telles que la Peugeot 302 ou la Renault KZ. Quelques scènes seront par ailleurs tournées à Rouen et dans l'Eure, ainsi qu'en Bulgarie. Il a également été tourné en secret sur un bac, entre Port-Jérôme-sur-Seine et Quillebeuf-sur-Seine (Normandie). Le tournage s'achève en novembre.

## Accueil

### Sortie
En juin 2023, Pathé Films annonce sa sortie, en France, le 27 novembre 2024 avant d'avancer au 23 octobre,,. Cette année marquera le centième anniversaire de la naissance du chanteur, né le 22 mai 1924.
Le 22 mai 2024, à l'occasion du centenaire de Charles Aznavour, la distribution Pathé révèle l'affiche et la bande annonce du film,. Le 3 septembre, une nouvelle bande-annonce du film dévoile un dialogue entre l'acteur Tahar Rahim et Édith Piaf.

### Box-office
Le film se trouve au sommet du box-office au premier jour de sa sortie française, avec 101 826 spectateurs dans 375 salles, dont 31 774 en avant-première,. Le succès du film, qui dépasse les deux millions de spectateurs au cinéma, crée un fort engouement pour les chansons de Charles Aznavour sur les sites de streaming et la compilation « L'album de sa vie - 100 titres » s'écoule à 20 000 exemplaires, en CD, les semaines suivant la sortie du long-métrage .
| #           | Dates                            | Nombre d'entrées | Place au box-office | Nombre d'entrées cumulées | Réf.   |
| ----------- | -------------------------------- | ---------------- | ------------------- | ------------------------- | ------ |
| 1re semaine | du 23 au 29 octobre 2024         | 615 416 entrées  | 2e                  | 615 416 entrées           | [ 40 ] |
| 2e semaine  | du 30 octobre au 5 novembre 2024 | 455 322 entrées  | 3e                  | 1 070 738 entrées         | [ 41 ] |
| 3e semaine  | du 6 au 12 novembre 2024         | 410 535 entrées  | 2e                  | 1 481 273 entrées         | [ 42 ] |
| 4e semaine  | du 13 au 19 novembre 2024        | 247 382 entrées  | 4e                  | 1 728 655 entrées         | [ 43 ] |
| 5e semaine  | du 20 au 26 novembre 2024        | 149 958 entrées  | 4e                  | 1 878 613 entrées         | [ 44 ] |

## Distinctions

### Nominations
- César 2025 :
  - Meilleur acteur pour Tahar Rahim
  - Meilleurs costumes pour Isabelle Mathieu
  - Meilleurs décors pour Stéphane Rozenbaum
  - Meilleurs effets visuels pour Stéphane Dittoo